# Les Jocondes
Les Jocondes is een Franse dramafilm uit 1982 onder regie van Jean-Daniel Pillault.

## Verhaal
Pascale is opgegroeid op het Franse platteland. Als ze op 19-jarige leeftijd naar Parijs trekt, wordt ze er opgevangen door de 25-jarige Dominique. Ze worden al gauw vriendinnen. Dominique keert ten slotte terug naar haar man.

## Rolverdeling
| Acteur           | Personage |
| ---------------- | --------- |
| Diane Lahumière  | Pascale   |
| Marie-Agnès Then | Dominique |
| Marc de Jonge    | Frédéric  |